# Maresciallo (Romania)

Controspallina di maresciallo di Romania

Maresciallo (in lingua rumena: mareșal) è il grado più elevato nell'Esercito rumeno e nelle Forze armate rumene. Il grado equivale al rango di maresciallo di campo in molti altri eserciti.
Il rango può essere assegnato solo ad un generale o ad un ammiraglio in (rumeno: amiral), in tempo di guerra per meriti militari eccezionali, dal presidente della Romania per poi venire confermato dal consiglio supremo di difesa nazionale.
Solo tre personaggi non nobili hanno ricevuto il grado in questione finora: Alexandru Averescu, Constantin Prezan e Ion Antonescu. I primi due erano stati generali durante la prima guerra mondiale, e l'ultimo era stato generale durante la seconda guerra mondiale, guidando la Romania tra l'abdicazione del re Carlo II di Romania (6 settembre 1940) e il suo arresto ordinato dal re Michele I di Romania (23 agosto 1944).
Dei re di Romania Ferdinando I, Carlo II e Michele I erano stati promossi a Marescialli di Romania. Il re Carlo I era stato anche Feldmaresciallo di Russia e di Germania.